# San Benedetto della Ciambella

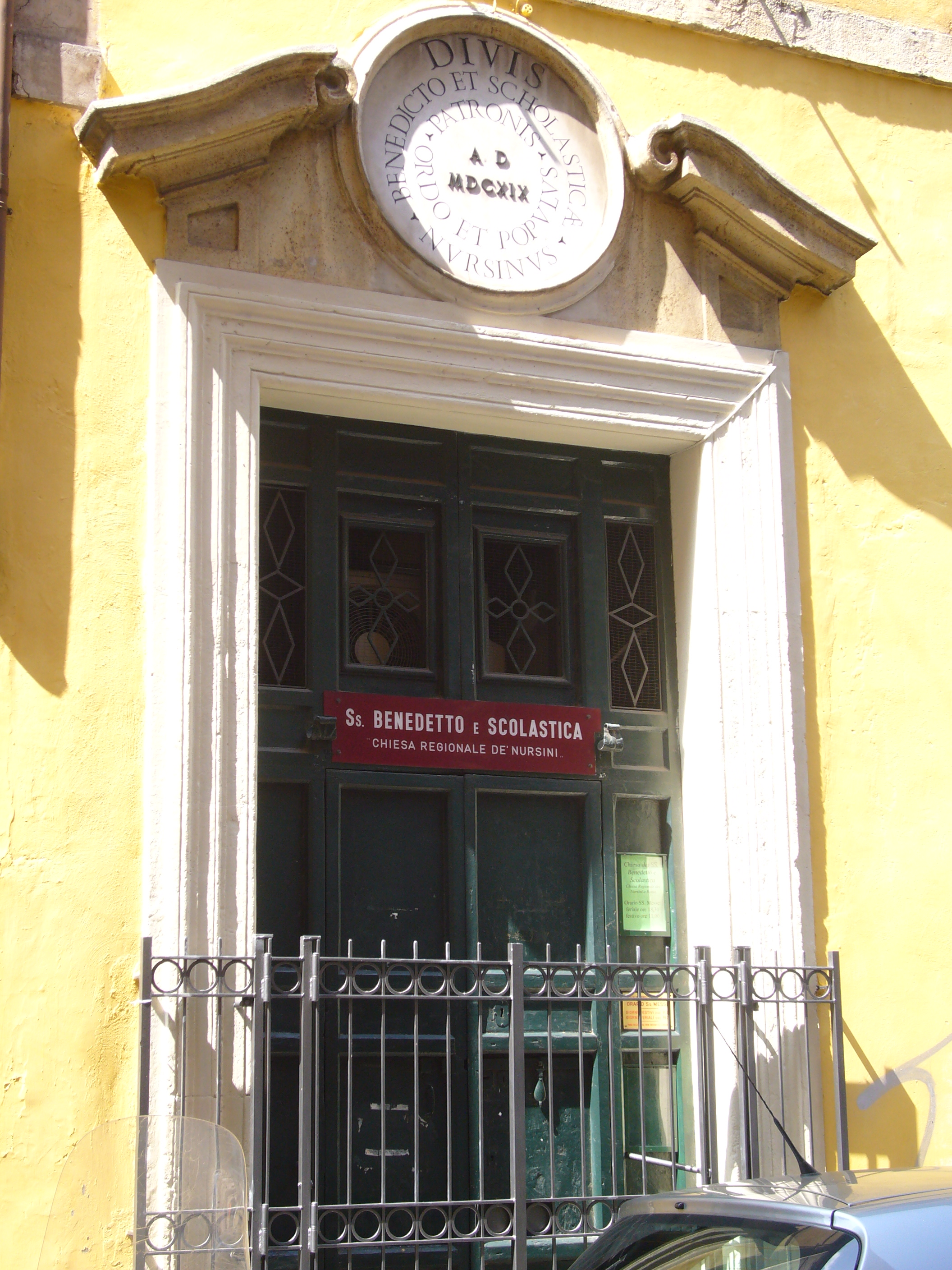
Portal zur Via di Torre Argentina

San Benedetto della Ciambella, auch Santi Benedetto e Scolastica della Ciambella bzw. all’ Argentina, ist eine kleine Kirche in Rom. Sie entstand in der ersten Hälfte des 17. Jahrhunderts und war nursinische Nationalkirche.

## Lage und Namensgebung
Die Kirche liegt im VIII. römischen Rione Sant’Eustachio an der Via di Torre Argentina im Eckhaus zum Vicolo Sinibaldi, etwa 160 Meter fast genau südlich des Pantheons. Sie ist nicht als eigenes Gebäude errichtet, sondern in das umgebende Haus integriert.
Das Patrozinium hat sie von den aus Norcia stammenden Heiligen Benedikt von Nursia und seiner Schwester Scholastika von Nursia. Den einen Beinamen all’Argentina hat sie von der Nähe zum Largo di Torre Argentina. Den Beinamen della Ciambella hat sie von einem anderen Ereignis, von dem der römische Bildhauer Flaminio Vacca in seinen 1594 erschienenen Erinnerungen berichtet. Der Kardinal Andrea della Valle (1463–1534) war Sammler von Antiken. Er beauftragte im frühen 16. Jahrhundert Arbeiter, darunter den Vater von Flaminio Vacca, in den Resten der nur wenige Meter entfernt liegenden Thermen des Agrippa nach antiken Schätzen zu suchen. Sie wurden tatsächlich fündig und gruben eine vergoldete kaiserzeitliche Krone aus. Im Sprachgebrauch des 16. Jahrhunderts war eine Ciambella ein Ring, den man sich auf den Kopf legte, wenn man mit diesem Gegenstände transportieren wollte. So gingen die Arbeiter nach dem Fund zu Kardinal della Valle und erklärten ihm: Havemo trovato una ciambella di bronzo! („Wir haben einen Kopfring aus Bronze gefunden!“). Nur kurze Zeit danach brachte ein Wirt der Gegend an seinem Lokal ein Schild mit einer Abbildung der Ciambella an. Damit wurde der Name geläufig, nicht nur die Kirche hat den Namen, sondern auch die Reste der Agrippa-Thermen selbst (Arco della Ciambella) und die der Kirche gegenüberliegende Gasse Via dell’Arco della Ciambella.

## Geschichte und Baugeschichte

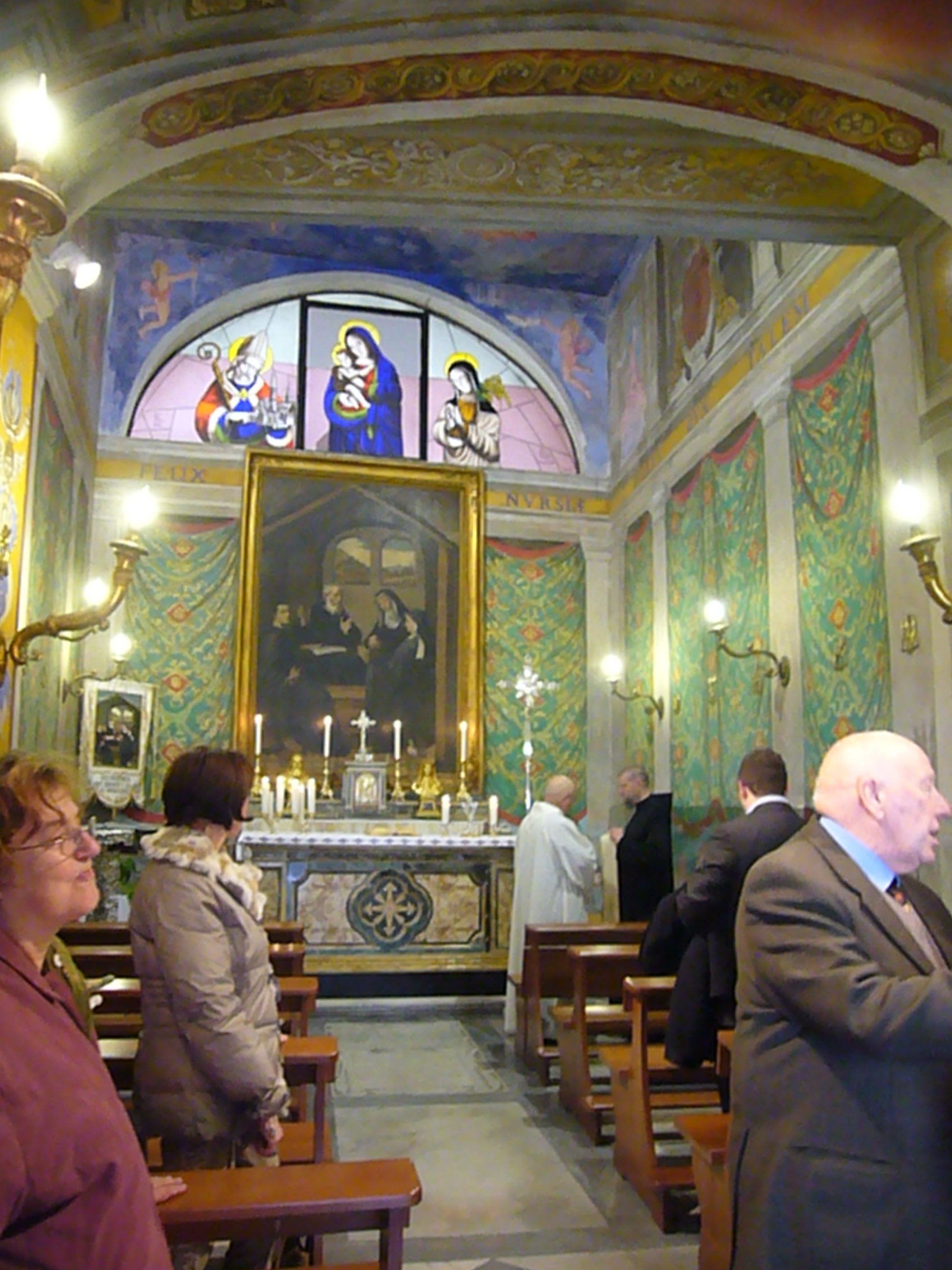
Blick in das Kircheninnere

Die Kirche wurde als Bruderschaftskirche der 1615 gegründeten Compagnia dei Ss. Benedetto e Scolastica dei Norcini ab diesem Jahr errichtet. Papst Paul V. approbierte die Gemeinschaft ebenfalls noch 1615. Fertiggestellt wurde sie zwischen 1619 und 1625. Nach Beschädigungen und vorübergehender Schließung wurde sie 1841 unter Gregor XVI. restauriert und wieder zugänglich gemacht. Sie ist heute im Besitz der Confraternità dei Norcini.

## Portal
Das Portal der kleinen Kirche ist sehr schlicht. Der Zugang wird von einem gesprengten Giebel mit geschweiften Flügeln überfangen, die zur Mitte hin in Voluten auslaufen. Die runde Platte darin enthält die Inschrift: DIVIS BENEDICTO ET SCHOLASTICAE PATRONIS ORDO ET POPVLVS NURSINIS.

## Inneres
Der kleine, leicht verzogene Raum ist einschiffig und flach gedeckt. Beinahe sämtliche Architektur des Innenraumes ist nicht tatsächlich ausgeführt, sondern als Trompe-l’œil gemalt. Wirklich errichtet wurden an der Portalseite nur die Pilaster, die die Empore tragen, sie folgen toskanischer Ordnung. Zwischen den gemalten Säulen des Raumes sind noch Vorhänge, Gesimse und Wappen dargestellt.
Auf dem Hochaltar befindet sich ein Ölgemälde des 17. Jahrhunderts, es stellt u. a. die beiden Patrone der Kirche dar. Darüber befindet sich ein mit Glasmalerei ausgestattetes Halbkreisfenster, es ist die einzige natürliche Lichtquelle der Kirche.
Im Pavimentum ist eine Anzahl an Grabplatten eingelassen. Es handelt sich um die Gräber in Rom verstorbener Bürger aus Norcia, zumeist des 17. Jahrhunderts, so von Pietro Matteo di Lucaruzzi, er starb 1622 sowie von Gradasso Pitta, verstorben 1617 und andere.